# Ilija Čarapić
Ilija Čarapić (en serbe cyrillique : Илија Чарапић ; né en 1792 à Beli Potok et mort en 1844) était un voïvode du Premier soulèvement serbe contre les Ottomans. Il fut le premier maire de Belgrade, l'actuelle capitale de la Serbie.

## Biographie
Ilija Čarapić est né en 1792 à Beli Potok, près du mont Avala. Il était le fils du voïvode Vasa Čarapić (1770-1806), surnommé le « dragon d'Avala », et le beau-frère par alliance de Karađorđe (Karageorges), qui dirigea le Premier soulèvement serbe contre les Ottomans. Il fut désigné comme voïvode de Grocka alors qu'il n'avait que 18 ans, succédant ainsi à son oncle Tanasije Čarapić, mort à Prahovo, près de Negotin. Il est mort en 1844.
Ilija Čarapić était marié à Stamenka Karađorđević dont il n'eut aucun enfant.